# Singin' the Blues
Singin' the Blues es el primer álbum del legendario músico de blues B.B. King en el sello Crown de los Bihari Brothers. Entre sus piezas, el álbum reunía cinco sencillos de éxito. "Bad Luck" fue el principal de ellos, alcanzando el número 3 en la lista Billboard's "Black Singles". Entre otros sencillos relevantes se pueden destacar "Every Day I Have the Blues" (#8), "Ten Long Years" (#9), "Crying Won't Help You" (#15) and "Sweet Little Angel" (#6). El álbum fue lanzado originalmente en el sello Crown, subsidiario de Modern Records y ha sido reeditado en varias ocasiones, como parte de un CD doble junto al segundo álbum de King titulado The Blues y con pistas extra en el sello Japonés P-Vine Records y en el británico Ace Records.

## Lista de canciones
Excepto donde se indique, todas las piezas son composiciones de B.B. King y Jules Taub.

### Cara A
1. "Please Love Me" – 2:51
2. "You Upset Me Baby" – 3:04
3. "Every Day I Have the Blues" (Memphis Slim) – 2:49
4. "Bad Luck" (Ivory Joe Hunter) – 2:54
5. "3 O'Clock Blues" (Lowell Fulson) – 3:03
6. "Blind Love" – 3:06

### Cara B
1. "Woke Up This Morning" – 2:59
2. "You Know I Love You" – 3:06
3. "Sweet Little Angel" (Lucille Bogan, ? Smith) – 3:00
4. "Ten Long Years" – 2:49
5. "Did You Ever Love a Woman" (D. Moore) – 2:34
6. "Crying Won't Help You" (Hudson Whittaker) – 3:00

### Reedición en CD con pistas extra
La lista se refiere a las canciones nuevas procedentes tanto a la edición de P-Vine como a la de Ace. Excepto donde se indique, todas las piezas son de King y Taub.
1. "Whole Lotta Meat" (King) – 2:32
2. "I'm Cracking Up Over You" – 3:23
3. "I Stay in the Mood" (Joe Josea, King) – 2:55
4. "When My Heart Beats Like a Hammer 'Million Years Blues'" (John Williamson) – 2:58
5. "Jump with You Baby" – 2:14
6. "Lonely and Blue" (John Costa Jr., John Erby) – 2:58
7. "Dark is the Night, Pt. 'the Blues Has Got Me'" (Maxwell Davis, King, Taub) – 2:41
8. "Ruby Lee" – 3:01

## Participantes y colaboradores

### Intérpretes
- B. B. King – guitarra, voz
- Red Callender – bajo
- Maxwell Davis – saxo (tenor)
- Jewell L. Grant – saxo (alto)
- Billy Hadnot – bajo
- Ralph Hamilton – bajo
- Lorenzo Holden – saxo (tenor)
- Willard McDaniel – piano
- Jack McVea – saxo (tenor)
- Bumps Myers – saxo (tenor)
- Jake "Vernon" Porter – trompeta
- Jesse Price – percusiones
- Jesse Sailes – percusiones
- Maurice Simon – saxo (tenor)
- Floyd Turnham – saxo (alto), saxo (barítono)
- Charles Waller – saxo (tenor)

### Producción
- Roger Armstrong – compilación
- Jon Broven – compilación, notas
- Brian Burrows – diseño
- Duncan Cowell – mezclas y restauración
- Cy Schneider – notas